# Добой (громада)
Добой (серб. Општина Добој, Град Добој) — боснійська громада, розташована в регіоні Добой Республіки Сербської. Адміністративним центром є місто Добой.